# Исаева, Антонина Ивановна
Антонина Ивановна Исаева — доярка колхоза имени Кирова Золочевского района, Харьковской области, Украинской ССР, Герой Социалистического Труда (1986).

## Биография
Антонина Ивановна Исаева родилась 6 марта 1947 года в селе Березовка, Золочевский район, Харьковская область, УССР.
В колхозе имени Кирова пгт Золочев Золочевского района, Харьковской области работала дояркой, добивалась высоких результатов по надоям молока.
За высокие трудовые показатели в 1971 году была награждена орденом Ленина, а в 1976 году — орденом Октябрьской революции.
За большие успехи, достигнутые во Всесоюзном социалистическом соревновании и проявленную трудовую доблесть в выполнении принятых обязательств по увеличению производства и заготовок продуктов животноводства и проявленную трудовую доблесть Указом Президиума Верховного Совета СССР от 7 июля 1986 года Исаевой Антонине Ивановне присвоено звание Героя Социалистического Труда с вручением Ордена Ленина и золотой медали «Серп и молот».
Проживает в селе Березовка Золочевского района, Харьковская область, Украина.

## Награды
- Звание Герой Социалистического Труда (7 июля 1986);
- Медаль «Серп и Молот» (7 июля 1986) — № 20717);
- Орден Ленина (7 июля 1986) — № 433986);
- Орден Ленина (8 апреля 1971);
- Орден Октябрьской революции (24 декабря 1976)
- медали.